# 김효방
김효방(金孝芳, ? ~ 734)은 내물마립간(奈勿麻立干)의 9대손으로, 김원훈(金元訓)의 아들이다. 사소부인(四炤夫人)과 결혼하여 아들 김양상(金良相)을 낳았다. 김양상은 외사촌인 혜공왕(惠恭王)을 살해하고 선덕왕(宣德王)으로 즉위하였는데 김효방은 아들의 즉위에 따라 개성대왕(開聖大王)로 추존되었다.

## 가계
- 아버지 : 김원훈(金元訓)
  - 부인 : 사소부인 김씨(四炤夫人, 성덕왕의 딸)
    - 아들 : 선덕왕(宣德王, ? ~785, 재위:780~785)
    - 자부 : 구족부인 김씨, 각간(角干) 양품(良品)의 딸